# Bolotnajatorget

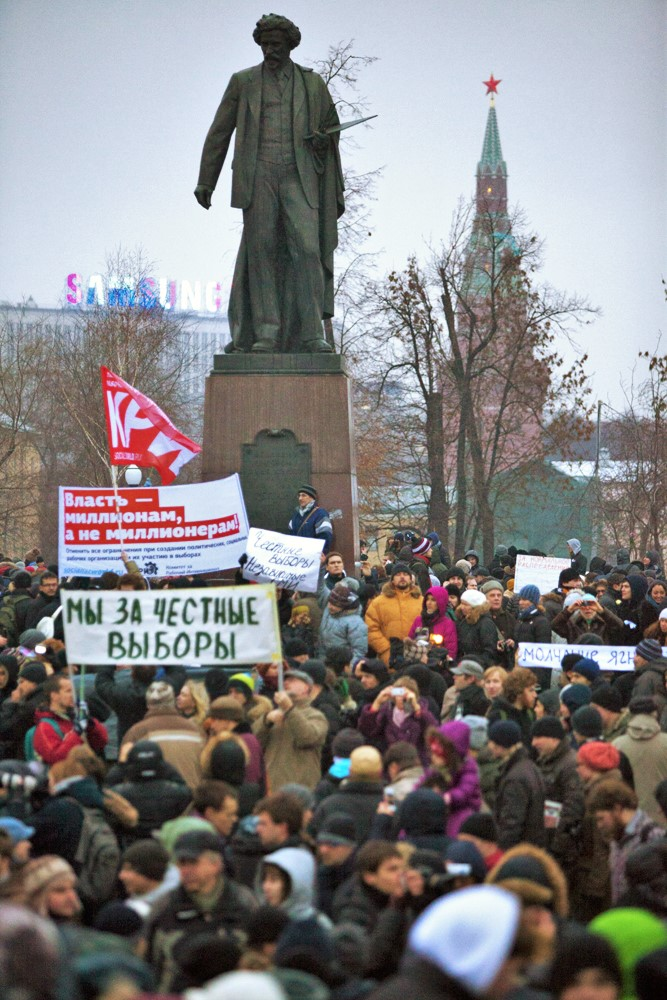
Bolotnajatorget med statyn över Ilja Repin under en demonstration 2011.

Bolotnajatorget (ryska: Болотная площадь: Bolotnaja plosjtjad), eller Kärrtorget, är ett torg i centrala Moskva, på andra sidan floden från Kreml. På 1600- och 1700-talet var Bolotnajatorget Moskvas avrättningsplats, och den sista som avrättades här var bonderebellen Jemeljan Pugatjov år 1775. En staty över konstnären Ilja Repin restes på torget 1958.

Torget var en viktig samlingsplats under den ryska proteströrelsen mot Rysslands president Vladimir Putin 2011–2012 ("miljonernas marsch", se 2011–13 Russian protests i engelska Wikipedia). Den 6 maj 2012 greps 27 personer och fördes inför rätta i det så kallade Bolotnaja-fallet (Болотное дело: Bolotnoje delo, Bolotnaya Square case), där över 13 000 personer har förhörts som vittnen och som fortfarande efter två år inte är avdömt.